# Liste der Kulturdenkmale in Groß Sarau
In der Liste der Kulturdenkmale in Groß Sarau sind alle Kulturdenkmale der schleswig-holsteinischen Gemeinde Groß Sarau (Kreis Herzogtum Lauenburg) und ihrer Ortsteile aufgelistet (Stand: 10. März 2025).

## Legende
In den Spalten befinden sich folgende Informationen:
- Objekt-ID: die Nummer des Kulturdenkmales
- Lage: die Adresse des Kulturdenkmales und die geographischen Koordinaten. Kartenansicht, um Koordinaten zu setzen. In der Kartenansicht sind Kulturdenkmale ohne Koordinaten mit einem roten Marker dargestellt und können in der Karte gesetzt werden. Kulturdenkmale ohne Bild sind mit einem blauen Marker gekennzeichnet, Kulturdenkmale mit Bild mit einem grünen Marker.
- Offizielle Bezeichnung: Bezeichnung des Kulturdenkmales
- Beschreibung: die Beschreibung des Kulturdenkmales
- Bild: ein Bild des Kulturdenkmales

## Sachgesamtheiten
| Objekt-ID | Lage                                                   | Offizielle Bezeichnung | Beschreibung | Bild |
| --------- | ------------------------------------------------------ | ---------------------- | --- | ---- |
| 41435     | Tüschenbek 2, 13-15, 19 (53° 47′ 12″ N, 10° 44′ 55″ O) | Gut Tüschenbek         | Gut Tüschenbek; Mitte 19. Jh., Bauherr Familie von Hollen; Gutsanlage direkt am Spannsee gelegen, bestehend aus Herrenhaus, Mausoleum sowie Wirtschafts- und Wohngebäuden; exemplarische Aufteilung zwischen ursprünglichem Wirtschafts- und Herrschaftsbereich - Begründung: geschichtlich, städtebaulich, Kulturlandschaft prägend - Schutzumfang: Herrenhaus, Mausoleum von Hollen, östliche Scheune, südliche Scheune, ehem. Pferdestall (Tüschenbek 19), ehem. Verwalterhaus (Tüschenbek 13-15), Wohnkate, Nebengebäude (Tüschenbek 2) | BW   |

## Bauliche Anlagen
| Objekt-ID     | Lage                                        | Offizielle Bezeichnung | Beschreibung | Bild            |
| ------------- | ------------------------------------------- | ---------------------- | --- | --------------- |
| 3672 Wikidata | (53° 46′ 48″ N, 10° 45′ 58″ O)              | Fährhaus Rothenhusen   | Rothenhusen ist eine 1595 von Lübeck befestigte mittelalterliche Zollstation und Fähre der Hansestadt Lübeck auf einer kleinen Insel am Nordende des Ratzeburger Sees im Naturpark Lauenburgische Seen, direkt am Ausfluss der Wakenitz aus dem See gelegen. Alteintragung (Aktualisierung vorgesehen) - Begründung: Alteintragung (Aktualisierung vorgesehen) - Schutzumfang: Alteintragung (Aktualisierung vorgesehen) - Denkmaltyp: Bauliche Anlage                         | Fotos hochladen |
| 8012          | Tüschenbek 19 (53° 47′ 14″ N, 10° 45′ 1″ O) | Herrenhaus             | Herrenhaus; 1888/1889, Bauherr Karl Freiherr von Hollen; traufständiger, zweigeschossiger Putzbau mit zweieinhalbgeschossigem Mittelrisalit unter flach geneigtem, auskragendem Walmdach in Schieferdeckung, Fassade mit rustizierender Putzgliederung in klassizistischer Formensprache, polygonale Standerker - Begründung: geschichtlich, städtebaulich, Kulturlandschaft prägend - Schutzumfang: Herrenhaus, - Denkmaltyp: Bauliche Anlage, Sachgesamtheit: Gut Tüschenbek | BW              |
| 10840         | Tüschenbek 19 (53° 47′ 20″ N, 10° 45′ 0″ O) | Mausoleum von Hollen   | Mausoleum von Hollen; kurz vor 1895, Bauherr Karl Freiherr von Hollen; eingeschossiger Ziegelbau auf rechteckigem Grundriss in neugotischer Formensprache unter Satteldach, vorgezogenes, übergiebeltes Spitzbogengewändeportal mit hölzerner Tür - Begründung: geschichtlich, Kulturlandschaft prägend - Schutzumfang: Mausoleum von Hollen, - Denkmaltyp: Bauliche Anlage, Sachgesamtheit: Gut Tüschenbek                                                                    | Fotos hochladen |

## Gründenkmale
| Objekt-ID      | Lage                                          | Offizielle Bezeichnung   | Beschreibung | Bild |
| -------------- | --------------------------------------------- | ------------------------ | --- | ---- |
| 19875 Wikidata | Schanzenberg 2 (53° 46′ 38″ N, 10° 44′ 50″ O) | Landhausgarten „Seelust“ | Landhausgarten „Seelust“, Seerosenbecken, reetgedeckter Pavillon, Grabstelle Gustav Hellmann, Pergola von 1938, große Freiterrasse; Alteintragung (Aktualisierung vorgesehen) - Begründung: geschichtlich, künstlerisch, Kulturlandschaft prägend - Schutzumfang: Landhausgarten „Seelust“, Seerosenbecken, reetgedeckter Pavillon, - Grabstelle Gustav Hellmann, Pergola von 1938, große Freiterrasse - Denkmaltyp: Gründenkmal | BW   |

## Quelle
- Liste der Kulturdenkmale in Schleswig-Holstein – Herzogtum Lauenburg (PDF)

- Karte mit allen Koordinaten:
- OSM |
- WikiMap